# Topobea
Topobea es un género de plantas perteneciente a la familia Melastomataceae.

## Descripción
Son árboles, arbustos o bejucos leñosos, a menudo epífitos, con las ramitas teretes a cuadradas, pubescentes a glabras. Las hojas coriáceas a cartáceas, 3–7-nervias o -plinervias, a menudo con nervios secundarios transversales cercanamente paralelos, rectos. Flores 6-meras, axilares o fasciculadas, típicamente pediceladas en las axilas de las hojas más altas y abrazadas por 2 pares de brácteas decusadas, libres o parcialmente fusionadas, coriáceas o foliáceas, insertadas en la base del hipanto; hipanto campanulado o suburceolado; cáliz persistente, truncado o 6-lobado; pétalos glabros o a veces ciliolados en los márgenes, blancos o rosados; estambres 12, isomorfos y glabros, anteras linear-oblongas a lanceoladas o subuladas, cada una con 2 poros apicales dorsalmente inclinados y aproximados, hendidos o frecuentemente confluentes en la antesis, conectivos engrosados y modificados basalmente como apéndices caudiformes deflexos en o cerca del punto de inserción del filamento; ovario 6-locular, ínfero, estigma punctiforme o capitado. El fruto es una baya; semillas clavadas a angostamente piriformes.

## Distribución y hábitat
Este género con más de 50 especies se distribuye desde el sur de México (Guerrero y Veracruz) hasta la cuenca amazónica, pero no se encuentra en las Antillas; 3 especies se conocen en Nicaragua. Muchas especies de Topobea y Blakea son epífitos agresivos que a menudo cubren las coronas de los árboles huéspedes, por lo que a menudo los colectores describen como árboles a muchas especies de este género.

## Taxonomía
Topobea fue descrito por Jean Baptiste Christophore Fusée Aublet y publicado en Histoire des Plantes de la Guiane Françoise 1: 476, t. 189. 1775. La especie tipo es: Topobea parasitica Aubl. 

## Especies seleccionadas
- Topobea asplundii, Wurdack
- Topobea brevibractea, Gleason
- Topobea cutucuensis, Wurdack
- Topobea eplingii, Wurdack
- Topobea induta, Markgr.
- Topobea macbrydei, Wurdack
- Topobea maguirei, Wurdack
- Topobea parasitica Aubl.
- Topobea parvifolia, (Gleason) Almeda
- Topobea pascoensis, Wurdack
- Topobea toachiensis, Wurdack
- Topobea verrucosa, Wurdack